# Rocket Mania!
Rocket Mania! — відеогра-головоломка бельгійської студії Nuclide Games, видана PopCap Games.

## Ігровий процес
Ігрове поле Rocket Mania складається з сітки із запалів, із запаленими сірниками та феєрверковими ракетами, розташованими по лівому та правому краям відповідно. Гравець повинен запускати ракети, обертаючи плитки, щоб створити безперервний шлях, що з'єднує ці два краї. Коли запобіжник запалюється, усі плитки вздовж його маршруту зникають (включаючи будь-які розгалужені шляхи, які не ведуть до ракет), будь-які плитки над ними падають у відкриті простори, а нові падають зверху, щоб поповнити сітку. Завдяки тристоронньому та чотиристоронньому розгалуженню плиток можливі кілька одночасних запусків. Бомби з'являються час від часу, і їх можна використовувати для знищення всіх сусідніх плиток/предметів у встановленому радіусі, тоді як дорогоцінні камені приносять бонусні бали; їх потрібно підібрати, спаливши плитки запалів, на яких вони розміщені, як і годинники, монети та сірники (див. нижче).
Гравець набирає очки за запуск ракет, а бонуси нараховуються за п'ять або більше запущених ракет одночасно. Протягом усієї гри та/або в кінці гри гравцеві призначається ранг на основі результатів, призначений для відображення його просування в області піротехніки.
Доступно три режими гри, кожен з яких має три рівні складності.

### Класичний режим
У класичному режимі грають на рівнях, кожен із яких починається з нової сітки фіток із запобіжниками та вимагає від гравця запуску мінімальної кількості ракет протягом встановленого ліміту часу (позначеного рядом ліхтариків у верхній частині екрана). Одночасний запуск кількох ракет призводить до падіння монет на поле; збір п'яти монет дозволяє покращити ракету на один рівень, починаючи з 1 і закінчуючи 10. Після того, як усі ракети буде повністю оновлено, гравець отримує бонусні бали за кожну додаткову зібрану монету. Піднімаючи годинник, таймер ненадовго зависає. Ракети вищого рівня приносять більше очок під час запуску, а цінність запуску збільшується, коли одночасно збирається кілька монет.
Якщо гравець не запускає необхідну кількість ракет до закінчення часу, гра закінчується, і гравець отримує бали за будь-які невикористані монети.

### Аркадний режим
Аркадний режим не має таймера і починається з порожньої сітки, в яку падають плитки по черзі. Гравець може ковзати плитками ліворуч і праворуч, окрім їх обертання, але він повинен запобігати накопиченню плиток до верхнього краю. Якщо будь-який стовпець заповнюється повністю, і гравець не звільняє місце для наступної вхідної плитки над ним, гра закінчується.

### Стратегії режим
Стратегічний режим не має таймерів і монет і починається з повної сітки запобіжників. Гравцеві надається обмежена кількість матчів на початку, використовуючи один щоразу, коли робиться безперервний шлях зліва направо. Додаткові сірники випадають на поле після кожного запуску трьох і більше ракет; коли з'являється збіг, гравець повинен зібрати його протягом наступних трьох запусків, перш ніж він зникне. Гра закінчується, коли використано всі сірники.

## Доступність
В онлайн-версію Rocket Mania можна грати безкоштовно на MSN Games та інших веб-сайтах, але кількість рівнів і додаткових можливостей обмежена. Версія для Windows, Rocket Mania Deluxe, доступна для пробного завантаження, а повну версію можна розблокувати за символічну плату.
Також доступні версії Palm OS і Pocket PC.

## Рецепція
GameZone присудила версії для Windows оцінку 9.2 (з 10) і нагороду «Вибір редакції», дійшовши висновку, що її легко підібрати, вона викликає залежність і може розважати годинником. У той час як рецензент із GameZone насолоджувався тим, як рівень складності повільно зростав, GameSpot вважав, що гра була надто простою та що не було жодного справжнього виклику до наступних рівнів. Таким чином, GameSpot оцінив назву лише як 6,7 (з 10), хоча деякі позитивні аспекти, які були відзначені, включали просту схему керування та пристойну різноманітність режимів.
Редакція Computer Gaming World номінувала Rocket Mania на свою нагороду «Гра-головоломка року» 2003 року, яку зрештою отримав Bookworm. Вони написали: «Від Bejeweled до Rocket Mania до Zuma, PopCap постійно знаходив нові способи написання слова „залежність“».